# Miami Shores
Miami Shores falu az USA Florida államában, Miami-Dade megyében. Lakosainak száma 11 567 fő (2020. április 1.).

## Népesség
A település népességének változása:

| 2010 | 10 493 |
| 2020 | 11 567 |